# Dramă Totală: Cursa Colosală
Dramă Totală: Cursa Colosală (engleză Total Drama Presents: The Ridonculous Race) este un serial de animație canadian, un pamflet al convențiilor găsite în televiziuni reality. Este un spin-off al seriei originale Dramă Totală și de asemenea a doua serie din această franciză. Serialul este creat de Fresh TV Inc. și distribuit de Cake Entertainment și a avut premiera pe Cartoon Network în Statele Unite pe 7 septembrie 2015 și pe Teletoon în Canada pe 4 ianuarie 2016. Ca serialul original, acesta conține 26 de episoade.
Premiera în România a fost în 18 ianuarie 2016 pe canalul Cartoon Network.

## Premis
Serialul parodiază reality-show-urile populare de călătorii și competiții. În primul sezon al Cursei Colosală vor fi, majoritar, noi personaje, patru dintre acestea fiind din serialul original Dramă Totală. Toate personajele vor fi împărțite în optsprezece echipe de câte doi și vor trebui să ducă până la capăt provocările (acestea fiind de patru tipuri) din jurul lumii pentru a câștiga și împărți premiul de un milion de dolari canadieni. În fiecare episod, participanții vor vizita câte o țară diferită, iar la Cutia lui Don, aceștia vor primi indicii care îi vor ajuta în a alege ce provocare vor să accepte.

## Personaje
- Prietenii buni: Carrie și Devin
- Surorile: Emma și Kitty
- Bloggerii modei: Jen și Tom
- Actorii: Leonard și Tammy
- Geniile: Ellody și Mary
- Gemenii calamitate: Jay și Mickey
- Frații vitregi: Chet și Lorenzo
- Profesioniștii: Owen și Noah
- Cadeții de poliție: Sanders și MacArthur
- Dansatorii gheții: Jacques și Josee
- Goticii: Ennui și Crimson
- Rivalii de tenis: Gerry și Pete
- Amorezii/Urâcioșii: Stephanie și Ryan
- Mama și fiica: Kelly și Taylor
- Veganele: Laurie și Miles
- Rockerii: Rock și Spud
- Surferii: Geoff și Brody
- Tatăl și fiul: Dwayne și Junior

## Locuri vizitate
| Episod | Loc                 |
| ------ | ------------------- |
| 1      | Toronto             |
| 2      | Maroc               |
| 3      | Paris               |
| 4      | Marea Mediterană    |
| 5      | Islanda             |
| 6      | Brazilia            |
| 7      | Transilvania        |
| 8      | Hawaii              |
| 9      | Burj al-Arab        |
| 10     | China               |
| 11     | Finlanda            |
| 12     | Zimbabwe            |
| 13     | Închisoarea Geelong |
| 14     | Australia           |
| 15     | Noua Zeelandă       |
| 16     | Alberta             |
| 17     | Cercul polar arctic |
| 18     | Indonezia           |
| 19     | Las Vegas           |
| 20     | Mexic               |
| 21     | Vietnam             |
| 22     | Rusia               |
| 23     | India               |
| 24     | Buenos Aires        |
| 25     | Bahamas             |
| 26     | New York            |

## Episoade
| Premiera   | Premiera   | N/o | Titlu român                                         | Titlu englez                                |
| ---------- | ---------- | --- | --------------------------------------------------- | ------------------------------------------- |
|            |            |     |                                                     |                                             |
| SEZONUL 7  |            |     |                                                     |                                             |
|            |            |     |                                                     |                                             |
| 07.09.2015 | 18.01.2016 | 01  | Nimeni nu cade, optsprezece merg înainte            | None down, eighteen to go!                  |
| 07.09.2015 | 19.01.2016 | 02  | Nimeni nu cade, optsprezece merg înainte            | None down, eighteen to go!                  |
|            |            |     |                                                     |                                             |
| 08.09.2015 | 20.01.2016 | 03  | Franceza e o limbă Eiffel                           | French is an Eiffel Language                |
|            |            |     |                                                     |                                             |
| 09.09.2015 | 21.01.2016 | 04  | Mediterana Homesick Blues                           | Mediterranean Homesick Blues                |
|            |            |     |                                                     |                                             |
| 10.09.2015 | 22.01.2016 | 05  | Telefonul Bjorken                                   | Bjorken Telephone                           |
|            |            |     |                                                     |                                             |
| 11.09.2015 | 25.01.2016 | 06  | Pădurea durerii braziliană                          | Brazilian Pain Forest                       |
|            |            |     |                                                     |                                             |
| 14.09.2015 | 26.01.2016 | 07  | O soaptă, un cosciug, voi sufla o garnitură         | A Tisket, a Casket, I'm Gonna Blow a Gasket |
|            |            |     |                                                     |                                             |
| 15.09.2015 | 27.01.2016 | 08  | Hawaiian Honeyruin                                  | Hawaiian Honeyruin                          |
|            |            |     |                                                     |                                             |
| 16.09.2015 | 28.01.2016 | 09  | Hello și Dubai                                      | Hello and Dubai                             |
|            |            |     |                                                     |                                             |
| 17.09.2015 | 29.01.2016 | 10  | Noul Beijinging                                     | New Beijinging                              |
|            |            |     |                                                     |                                             |
| 18.09.2015 | 01.02.2016 | 11  | Îl ador pe Ridonc și Role                           | I Love Ridonc & Role                        |
|            |            |     |                                                     |                                             |
| 21.09.2015 | 02.02.2016 | 12  | Calea Mea sau Zimbabwe                              | My Way or Zimbabwe                          |
|            |            |     |                                                     |                                             |
| 22.09.2015 | 03.02.2016 | 13  | Shawshank Ridonc-tion                               | Shawshank Ridonc-tion                       |
|            |            |     |                                                     |                                             |
| 23.09.2015 | 18.04.2016 | 14  | Jos și Outback                                      | Down and Outback                            |
|            |            |     |                                                     |                                             |
| 24.09.2015 | 19.04.2016 | 15  | Maori sau mai puțin                                 | Maori or Less                               |
|            |            |     |                                                     |                                             |
| 25.09.2015 | 20.04.2016 | 16  | Micuțul Bull pe Prairie                             | Little Bull on the Prairie                  |
|            |            |     |                                                     |                                             |
| 28.09.2015 | 21.04.2016 | 17  | Aruncarea inelului                                  | Lord of the Ring Toss                       |
|            |            |     |                                                     |                                             |
| 29.09.2015 | 22.04.2016 | 18  | Primim venin                                        | Got Venom                                   |
|            |            |     |                                                     |                                             |
| 30.09.2015 | 25.04.2016 | 19  | Curse cu mașini                                     | Dude Buggies                                |
|            |            |     |                                                     |                                             |
| 01.10.2015 | 26.04.2016 | 20  | El Bunny Supremo                                    | El Bunny Supremo                            |
|            |            |     |                                                     |                                             |
| 02.10.2015 | 27.04.2016 | 21  | Ca-Noodline                                         | Ca-Noodline                                 |
|            |            |     |                                                     |                                             |
| 05.10.2015 | 28.04.2016 | 22  | Cât de profundă e iubirea ta                        | How Deep Is Your Love                       |
|            |            |     |                                                     |                                             |
| 06.10.2015 | 29.04.2016 | 23  | Darjeel cu ea                                       | Darjeel With It                             |
|            |            |     |                                                     |                                             |
| 07.10.2015 | 02.05.2016 | 24  | Ultimul Tango din Buenos Aires                      | Last Tango in Buenos Aires                  |
|            |            |     |                                                     |                                             |
| 08.10.2015 | 03.05.2016 | 25  | Bahamarama                                          | Bahamarama                                  |
|            |            |     |                                                     |                                             |
| 09.10.2015 | 04.05.2016 | 26  | Un milion de moduri de a pierde un milion de dolari | A Million Ways to Lose a Million Dollars    |
|            |            |     |                                                     |                                             |

## Tabel de eliminări
| Episod | Concurent                                                                 |
| ------ | ------------------------------------------------------------------------- |
| 1      | nimeni                                                                    |
| 2      | Leonard și Tammy                                                          |
| 3      | Gerry și Pete                                                             |
| 4      | Mary și Ellody                                                            |
| 5      | nimeni                                                                    |
| 6      | Laurie și Miles                                                           |
| 7      | Jen și Tom                                                                |
| 8      | nimeni                                                                    |
| 9      | Taylor și Kelly                                                           |
| 10     | nimeni                                                                    |
| 11     | Jay și Mickey                                                             |
| 12     | nimeni                                                                    |
| 13     | nimeni                                                                    |
| 14     | Chet și Lorenzo și Rock și Spud                                           |
| 15     | nimeni                                                                    |
| 16     | Dwayne și Junior                                                          |
| 17     | nimeni                                                                    |
| 18     | Noah și Owen                                                              |
| 19     | nimeni                                                                    |
| 20     | Crimson și Ennui                                                          |
| 21     | Geoff și Brody (se întorc în episodul 24)                                 |
| 22     | nimeni                                                                    |
| 23     | Ryan și Stephanie                                                         |
| 24     | Carrie și Devin                                                           |
| 25     | Emma și Kitty                                                             |
| 26     | Josee și Jacques Învingători:Sanders si MacArthur Învinși: Geoff si Brody |